# Бестау
Беста́у (каз. Бестау) — село у складі Хобдинського району Актюбінської області Казахстану. Адміністративний центр та єдиний населений пункт Бестауського сільського округу.
До 2007 року село називався П'ятигорка.
Населення — 483 особи (2021; 651 у 2009, 920 у 1999, 987 у 1989).